# Victor Razafimahatratra
Victor Razafimahatratra SJ (ur. 8 września 1921 we wsi Ambanitsilena-Ranomasina, zm. 6 października 1993 w Antananarywie) – madagaskarski duchowny katolicki, jezuita, kardynał, arcybiskup metropolita Antananarywy.

## Życiorys
Urodził się w rodzinie katechisty z miejscowej misji katolickiej. W 1939 roku rozpoczął naukę w niższym seminarium w stolicy wikariatu apostolskiego Fianarantsoa. Po 6 latach nauki wstąpił do Towarzystwa Jezusowego, święcenia kapłańskie przyjął 28 lipca 1956 roku. Po studiach w Brukseli został w 1960 roku rektorem niższego seminarium w Fianarantsoa. W 1963 roku stanął na czele misji w Ambositrze. W latach 1969–1971 był rektorem wyższego seminarium w stolicy Madagaskaru. 16 stycznia 1971 roku Paweł VI mianował go biskupem diecezji Farafangana. Po 5 latach powierzono mu metropolię stołeczną. Miesiąc po mianowaniu go arcybiskupem, 24 maja 1976 roku, został wyniesiony do godności kardynalskiej z tytułem prezbitera Santa Croce in Gerusalemme. Był uczestnikiem obu konklawe w 1978 roku.